# 易武县
易武县，是云南省曾经出现的县。
1953年1月，镇越县拆分为版纳勐腊、版纳勐捧、版纳易武。1958年，版纳易武改为易武县，1959年，易武县和勐腊县合并为勐腊县。